# 伊倉愛美
伊倉 愛美（いくら まなみ、1994年2月4日—）是出身於日本埼玉縣的童星。屬於的一員。血型是AB型。身高148公分。左撇子。
出道作是1996年的、代表作是2000年的。也演出了很多的電視連續劇與廣告。
由2004年開始在「天才兒童MAX」作為TV戰士演出中，目前是第3年。所屬事務所的伊倉慎之介是她的哥哥，另外原TV戰士的安藤奏則是她的前輩。
於2008年5月17日結成女子組合「桃色幸運草」，2008年12月29日再與部份成員分拆成女子組合「creamy parfait」但於2009年12月29日一年後停止活動。

## 天才兒童MAX
- 是個體型嬌小，非常努力的人、個性是認真與相當堅強的。但是在同節目外景的單槓翻轉成功時快樂得蹦蹦跳跳等，顯示出她也有孩子般的一面,而這也是她的魅力所在。
- 在2006年度的『這裡是「週刊優克迪爾」編輯部』中，與永島謙二郎一起以「電卓の魔術(計算機的魔術)」為題，展示先選出一個數字,再搭配計算機按照一定步驟計算後，可以得到固定數字的魔術。

## 演出

### 教育節目
- 「躲猫猫！」（1996年度、NHK教育）
- 「ひとりでできるもん!」今田まい役（2000年度～2001年度、NHK教育、5代目）
- 「天才兒童MAX」TV戰士regular（2004年度～現在、NHK教育）
  - 天才兒童MAX外傳「宇宙船蘇菲亞號的冒險」（2005年、NHK教育）

### 電視連續劇
- 週一特別劇 愛的感動特別企劃「淚水的麵包超人進行曲」（1997年、東京放送）
- 周六大劇院「D×D」（1997年、日本電視台）
- 「成田離婚」（1997年、富士電視台）
- 懸疑作品「Y氏的鄰居」（1998年、東京放送）
- 花王 愛的劇場「給天空的信」（1999年、東京放送）飾 大空珠美
- 「天邊（香港灰姑娘）」（1999年、朝日電視台）
- 「はみだし刑事情熱系4」（1999年、朝日電視台）
- 週二懸疑劇場2000年新春SP 「外科醫生·有森紗子」（2000年、日本電視台）
- 週五娛樂 「虐待兒童調查·案件檔案百瀨奈月」（2000年、富士電視台）
- 週一特別劇「拉麵店源先生的人情事件簿・札幌薄野殺人事件」（2000年、東京放送）
- 衛星劇場 日常恐怖劇場「念珠～オモヒノタマ～」（2003年、衛星劇場）
- 「花衣夢衣」 第2部（2008年、東海電視台）飾 羽嶋梨花
- 「假面騎士W」　第17、18話（2010年、朝日電視台）飾 久保田彌生 / Bird Dopant
- 「3年B組金八先生 Final」（2011年3月、TBS）飾 增田祐美
- 「海賊戰隊豪快者」 第39話（2011年11月20日、朝日電視台）飾 女學生
- 「紀子，去首爾吧!」（2011年、KBS）飾 森美雪
- 「PRICELESS人生無價」 第3、4話（2012年11月5日・12日、富士電視台）飾 模合奈美
- 周2六Wide劇場 「逆轉報道之女3」（2014年4月19日、朝日放送）飾 淺野美咲
- 週三推理9 「法醫篠宮葉月 屍體的話」15（2014年8月27日、東京電視台）飾 仙道美雪
- 「SORRY青春！」（2014年10月12日 - 12月21日、TBS）
- 戰後70年特別劇 「與妻共飛的特攻兵」（2015年8月16日、朝日電視台）飾 藤田幸子
- 「青春偵探晴也～不容許大人的作惡～」（2015年10月15日 - 、讀賣電視台·日本電視台）飾 冬本薫

### 廣告
- JA共済
- 資生堂「プラウディア」
- NPフィルム「ワンラップ」（1998年）
- 日清オイリオ「キャノーラ油」（1998年）
- セガトイズ「アンパンマン森の中のゆうえんち」（1999年）
- 第一生命「ドリームパッケージ」（1999年）
- 紀文食品「紀文のおせち」（1999年）
- ナショナル「石油エアコン」（1999年）
- ナショナル「遠心力洗濯機」（1999年）
- ベネッセコーポレーション「こどもちゃれんじ」（2002年）
- 羅羅屋「ララちゃんランドセル」（2002年）
- 豐田汽車「ラウム」（2002年）
- ハウス食品「こくまろカレー」（2002年）
- 麥當勞 ハッピーセット「神奇寶貝」（2003年）
- ミスタードーナツ「6月ラッキーカードキャンペーン」（2003年）
- 東北電力「オール電化の暮らし」（2004年）
- 池田模範堂「ムヒ」（2004年）
- 東急集團「10年先の幸福「楽器編」」（2006年）

## 有發行CD的歌曲
（伊倉愛美擔任主唱（包含準主唱）的歌曲,但在「ひとりでできるもん！」時代的歌曲有的是以角色名「まいちゃん」的名義）
- 未来船ゴー（天才兒童MAX）
- ウキウキ☆ゆめいろハート
- ひまわりの歌
- おいしさくるるん いい気分
- カマドーラおんど
- 天使の夜のクリスマス
- シャキッとモーニング
- にぎにぎクラッシュ
- あ・さ・ご・は・ん
- お米あらいは クマさんの手
- その笑顔おかわりしたい

### 其他
- 日本放送出版協会「ひとりでできるもん!」（2000年～2002年）
- 佳能「パワーショット」（2002年）
- タカラ「星のカービーぬいぐるみ」（2002年）
- 幼稚園・保育園向け映像配信システム「おうちでみてねっと!」（2003年）

## 外部連結
- 官方個人簡介*クレヨン（页面存档备份，存于）